# Convènes
Les Convènes (en latin:Convenae) sont un peuple aquitain ou proto-basque.
Leur territoire correspondait à peu près à la région du Comminges actuel (la moitié sud du département de la Haute-Garonne, la haute vallée de la Garonne, l'est du plateau de Lannemezan jusqu'à Boulogne-sur-Gesse et L'Isle-en-Dodon) plus la vallée d'Aure et le Val d'Aran.
Leur capitale aquitano-romaine de Lugdunum (nommée Lugdunum Convenarum, la Lugdunum des Convènes, pour la différencier de la ville de Lyon antique) correspond à l'actuel village de Saint-Bertrand de Comminges et sa population semble être un agrégat de proto-basques auquel s'ajoute des Celtes et des Romains.
Les Convènes trouvent ainsi leur place à proximité des Volques Tectosages de Toulouse, des Auscii d'Auch, et fédéreraient en partie les Consoranni du Couserans, les Garumni du val d'Aran, les Onesii de Luchon...

## Étymologie
Convènes est composé du préfixe romain con- 'avec, également, ensemble' et de ueni 'clan, famille, lignée', soit Ceux-appartenant-au-même-clan.
Toutefois, selon Jean-Claude Dinguirard à la suite d'Henri Gavel, il s'agirait d'un jeu de mots latin à partir d'un possible nom de peuple *Kombenae, nom d'origine autochtone et non latine.
La première dénomination de Κονουενοι (les Convènes) leur est donnée dans les textes du géographe grec Strabon au Ier siècle dans sa Géographie. Les Κονουενοι auraient été rassemblés dans leur ville de Lougdounon Πόλις Λούγδουνον, connue également comme Lugdunum Convenarum (actuelle Saint-Bertrand de Comminges), dont le nom est d'origine celte.
Une dénomination approchante de Convènes, Κουμουενοί, se trouve chez Ptolémée au IIe siècle, dans son "Guide géographique".
Au IVe siècle, saint Jérôme, dans sa "diatribe contre Vigilantium", parle de son adversaire descendant d'une race d'un ramassis de "brigands  que Pompée réunit en une seule ville fortifiée, in unum oppidum congregavit," - c'est-à-dire la ville nommée plus tard Lugdunum Convenarum) - dont elle prit le nom des Convènes, unde et nomen Convenarum accepit.
"Ce misérable Vigilance ne répond que trop à son origine, né de la graine du ramassis de brigands (latro en Latin) que Cnaeius Pompée fit descendre du sommet des Pyrénées et réunit en une cité fortifiée, alors qu'ayant dompté l'Espagne, il se hâtait vers Rome pour son triomphe"
La capitale des Convènes est citée chez de nombreux autres auteurs, qui par ailleurs parlent peu des Convènes eux-mêmes.
Si on se réfère au nom de leur capitale Lugdunum. Lugdunum est un nom celte, composé étymologiquement de deux mots gaulois : Lug (dieu celte du commerce) et Dunum (fortification/fort),.

## Histoire
Les Convènes ne préexistaient pas à la présence romaine en Aquitaine mais, au contraire, c'est aux Romains que sont attribuées la création et la structuration de ce peuple. Selon le moine chrétien du IVe siècle Saint Jérôme, le général romain Pompée, revenant victorieux de la guerre en Espagne contre Sertorius (en -72), aurait déplacé des populations pyrénéennes et ibériques pour les installer sous le contrôle d'un oppidum. Il n'est pas clair si l'oppidum existait déjà ou fut bâti pour l'occasion.
Cet établissement au débouché de la haute vallée de la Garonne (sur le site de l'actuelle Saint-Bertrand de Comminges) s'effectuait au détriment des populations autochtones (selon Raymond Lizop, les Garumni mentionnés par César) qui seraient ainsi passées de la domination politique des Volques Tectosages de Toulouse à celle de l'administration romaine.
Convènes était le nom donné à cette confédération de peuples (convenae, du latin convenio, se rassembler, se réunir ; convena : étrangers venus de partout, fugitifs, aventuriers), un agrégat de populations, pour une large part autochtones et de langue et de culture aquitanique (proto-basque), pour le reste déportés depuis les vallées du sud des Pyrénées, peut-être depuis le centre de l'Espagne (Vettons, Celtibères et Arévaques),. La fondation de la bourgade de Lugdunum aux confins occidentaux de la domination romaine était destinée à consolider l'autorité de Rome aux marges des territoires qu'elle contrôlait,.
À l'origine un petit poste frontière, la ville connaît un remarquable développement dès les premières décennies du Ier siècle, ; après la réforme augustéenne, les Convènes sont séparés de la Narbonnaise pour être associés à la toute nouvelle province d'Aquitaine. Lugdunum, devenue capitale d'une civitas (cité), se dote d'importantes infrastructures et de grands édifices publics. Elle devient un foyer de romanisation pour toute cette région (Montmaurin, Valcabrère, Valentine, thermes de Luchon et du val d'Aran) et contribue à y fixer les populations gallo-romaines. Située au carrefour d'axes routiers et fluviaux, disposant d'un terroir fertile, de carrières de marbre et de calcaire, du sel de Salies-du-Salat et d'agglomérations thermales réputées, la cité des Convènes prospère et devient une des plus puissantes de la Gaule Aquitaine. Lugdunum est promue au statut de colonie de droit romain avant le milieu du IIe siècle.
Sous Dioclétien (seconde moitié du IIIe siècle), la cité des Convènes est transférée dans la Novempopulanie. Les fouilles archéologiques montrent que la prospérité se maintient au Ve siècle et dans le Haut Moyen Âge, malgré les invasions vandales du tout début du Ve siècle et le siège de la ville par le roi des Burgondes Gontran en 585.

## La religion des Convènes
De nombreux autels votifs, dédiés à des divinités indigènes, ont été retrouvés sur le territoire des Convènes. Datant du Ier au IVe siècle de notre ère, ces autels sont plus nombreux le long de la haute vallée de la Garonne (depuis la plaine de Rivière en passant par Saint-Bertrand de Comminges jusqu'à Saint-Béat) et de la vallée de la Pique et du Larboust, autour de Bagnères-de-Luchon. À l'exception du dieu Abellio, que l'on vénérait sur tout le territoire des Convènes, les divinités de ce panthéon semblent avoir été révérées localement, sur des zones très restreintes. Les Convènes, comme l'indique le nom de leur capitale, avait pour divinité principale Lug, chef du panthéon celte.
Le christianisme serait attesté dans la région à partir du IVe siècle et avant l'arrivée des Wisigoths au Ve siècle.